# Подхоз (Степногорская городская администрация)
Подхоз (каз. Подхоз) — бывшее село в Акмолинской области Казахстана. Находится в подчинении Степногорской городской администрации. Входит в состав Бестобинской поселковой администрации. Код КАТО — 111837200. В настоящее время село «Подхоз» упразднено, оно было включено в состав посёлка Бестобе в качестве улицы Подхоз с жилыми домами № 1, 4, 7, 11, 14, 19, 24, 28, 40, которая 20 декабря 2018 года была переименована в улицу Кен дала.

## География
Село Подхоз расположено примерно в 6 км к востоку от посёлка Бестобе и в 89 км к востоку от Степногорска. Близ села проходит автодорога P-170.

## История
В 1931 году на территории современного посёлка по следам горных выработок была обнаружена золотоносность нескольких кварцевых жил. 25 августа 1932 года было официально начато строительство рудника «Бестобе». Рядом с посёлком рудника возник небольшой аул, в котором в годы СССР располагалось подсобное хозяйство рудника Бестобе, образованное тогда же, когда и сам рудник.
Решением акима Акмолинской области от 11 марта 1997 года посёлок Бестобе был передам в административное подчинение города Степногорска.

## Население
В 1989 году население села составляло 191 человек (из них казахов 75 %).
В 1999 году население села составляло 159 человек (81 мужчина и 78 женщин). По данным переписи 2009 года, в селе проживали 134 человека (74 мужчины и 60 женщин). В 2017 году в бывшем селе «Подхоз» проживало 48 человек.
| Численность населения | Численность населения | Численность населения | Численность населения |
| 1989                  | 1999                  | 2009                  | 2017                  |
| --------------------- | --------------------- | --------------------- | --------------------- |
| 191                   | ↘159                  | ↘134                  | ↘48                   |